# Town Creek
Town Creek is een plaats (town) in de Amerikaanse staat Alabama, en valt bestuurlijk gezien onder Lawrence County.

## Demografie
Bij de volkstelling in 2000 werd het aantal inwoners vastgesteld op 1216.
In 2006 is het aantal inwoners door het United States Census Bureau geschat op 1204, een daling van 12 (-1,0%).

## Geografie
Volgens het United States Census Bureau beslaat de plaats een oppervlakte van
7,0 km², geheel bestaande uit land. Town Creek ligt op ongeveer 174 m boven zeeniveau.

## Plaatsen in de nabije omgeving
De onderstaande figuur toont de plaatsen in een straal van 24 km rond Town Creek.